# Atul Gawande
Atul Gawande (Brooklyn, Nova Iorque, 5 de novembro de 1965) é um médico e jornalista americano. É especialista em reduzir erros, aumentar a segurança e melhorar a eficiência dos procedimentos cirúrgicos. Atua como cirurgião geral e do sistema endócrino no Brigham and Women's Hospital em Boston, Massachusetts e como diretor associado do Center for Surgery and Public Health. Também é professor associado na Harvard School of Public Health (Escola de Saúde Pública de Harvard) e professor associado de cirurgia na Harvard Medical School (Escola de Medicina de Harvard). Tem diversas publicações sobre medicina e saúde pública no The New Yorker e na revista Slate e é autor dos livros Complications, Better e The Checklist Manifesto.